# Liste der Bodendenkmale in Duderstadt
In der Liste der Bodendenkmale in Duderstadt sind die Bodendenkmale der niedersächsischen Gemeinde Duderstadt aufgeführt. Die Quelle ist der Denkmalatlas Niedersachsen.
- Bitte beachten Sie, dass diese Liste keinen Anspruch auf Vollständigkeit erhebt.
- Die Angaben ersetzen nicht die rechtsverbindliche Auskunft der zuständigen Denkmalschutzbehörde.
- Es sind nur Daten aus dem Denkmalatlas verarbeitet.
- Der Stand der Liste ist der 12. März 2025.

Duderstadt im Landkreis Göttingen

## Allgemein
In den Spalten finden sich folgende Informationen des Bodendenkmales:
| Lage         | geographische Koordinaten                                                           |
| Bezeichnung  | Bezeichnung lt. Denkmalatlas                                                        |
| Beschreibung | Beschreibung lt. Denkmalatlas                                                       |
| ID           | Objekt-ID                                                                           |
| Bild         | Bild, ggf. zusätzlich mit Link zu weiteren Fotos im Medienarchiv Wikimedia Commons. |

## Breitenberg
| Lage                         | Bezeichnung            | Beschreibung | ID       | Bild |
| ---------------------------- | ---------------------- | --- | -------- | ---- |
| 51° 33′ 24″ N, 10° 16′ 39″ O | Breitenberg 5, Hohlweg | Die Länge in der Gemarkung Breitenberg beträgt ca. 260 m. Der Hohlweg weist ein trapezförmiges Profil auf; Tiefe ca. 1 m, Breite bis 5 m. Teilweise mit ein oder zwei Ausweichspuren. Zum Teil gut erhalten. Von Südost nach Nordwest ausgerichtet und verläuft parallel westlich eines befestigten Waldweges. Stellenweise durch Waldwege unterbrochen. Alternative der Thüringer Heerstraße Duderstadt-Herzberg. Mittelalterlich. - Teilstück ID: 37942370 | 28981909 | BW   |

## Desingerode
| Lage                        | Bezeichnung               | Beschreibung | ID       | Bild |
| --------------------------- | ------------------------- | --- | -------- | ---- |
| 51° 30′ 32″ N, 10° 9′ 47″ O | Desingerode 66, Grabhügel | Durchmesser ca. 14,5 m und Höhe ca. 0,8 m. Ebenmäßig gewölbt, rund. Am Hügelfuß ungleichmäßig auslaufend. Leichte Gipfelmulde.                        | 28982392 | BW   |
| 51° 30′ 27″ N, 10° 9′ 57″ O | Desingerode 67, Grabhügel | Größe ca. 20 × 12,5 m und Höhe ca. 0,9 m. Oval, ebenmäßig gewölbt, am Hügelfuß ungleichmäßig auslaufend. Gipfelmulde und Furchen. Gestörter Eindruck. | 28982400 | BW   |

### Desingerode 1
- ID:28986559
- Gruppe von 65 ziemlich dicht beieinanderliegenden vorwiegend runden und hochgewölbten Erdhügeln. An 4 Hügeln wurden durch das Seminar für Ur- und Frühgeschichte der Uni Göttingen 1975 und 1976 Grabungen durchgeführt. Die untersuchten Hügel wurden wieder aufgeschüttet. Im Zusammenhang mit der Zugehörigkeit des Grabhügelfeldes zum Formenkreis der Werra-Fulda-Gruppe in die ältere Bronzezeit, P II nach Montelius, zu datieren.

| Lage                        | Bezeichnung    | Beschreibung | ID       | Bild |
| --------------------------- | -------------- | --- | -------- | ---- |
| 51° 30′ 38″ N, 10° 9′ 44″ O | Desingerode 1  | Durchmesser ca. 17,5 m und Höhe ca. 1,1 m. Annähernd rund mit unregelmäßig gewölbter Oberfläche. Leichte Tiergänge. Gestörter Gesamteindruck. | 28981919 | BW   |
| 51° 30′ 38″ N, 10° 9′ 44″ O | Desingerode 2  | Größe ca. 15 × 10 m und Höhe ca. 0,9 m. Oval. In südlicher Richtung am Hügelfuß flach auslaufend. Leicht gestörte Oberfläche, leichte Mulde. | 28981912 | BW   |
| 51° 30′ 39″ N, 10° 9′ 46″ O | Desingerode 3  | Durchmesser ca. 13,5 m und Höhe ca. 1,6 m. Rund mit gewölbter Oberfläche. Gleichmäßig auslaufend. Augenscheinlich gut erhalten. | 28981922 | BW   |
| 51° 30′ 39″ N, 10° 9′ 43″ O | Desingerode 4  | Durchmesser ca. 16 m und Höhe ca. 1,3 m. Annähernd rund mit unregelmäßig gewölbter Kuppe. Mehrere Grabungsfurchen. Gestörter Gesamteindruck. Wurde 1976 ausgegraben und wissenschaftlich untersucht, anschließend wieder aufgeschüttet.                                        | 28981923 | BW   |
| 51° 30′ 39″ N, 10° 9′ 45″ O | Desingerode 5  | Durchmesser ca. 16 m und Höhe ca. 1,6 m. Annähernd rund mit unregelmäßig verlaufender gewölbter Oberfläche. Schwache Gipfelmulde. | 28981924 | BW   |
| 51° 30′ 39″ N, 10° 9′ 46″ O | Desingerode 6  | Durchmesser ca. 11,5 m und Höhe ca. 0,9 m. Rund mit gewölbter Kuppe. Augenscheinlich gut erhalten. | 28981925 | BW   |
| 51° 30′ 39″ N, 10° 9′ 47″ O | Desingerode 7  | Durchmesser ca. 15 m und Höhe ca. 1,7 m. Rund mit gewölbter Oberfläche. Leichte Gipfelmulde. Sonst augenscheinlich gut erhalten. | 28982017 | BW   |
| 51° 30′ 40″ N, 10° 9′ 42″ O | Desingerode 8  | Durchmesser ca. 12,5 m und Höhe ca. 0,8 m. Rund mit gewölbter Oberfläche. Leichte Gipfelmulde, augenscheinlich gut erhalten. | 28981921 | BW   |
| 51° 30′ 40″ N, 10° 9′ 43″ O | Desingerode 9  | Durchmesser ca. 13,5 m und Höhe ca. 1 m. Annähernd rund mit unebener Hügelkuppe. Leicht gestörter Gesamteindruck. | 28982019 | BW   |
| 51° 30′ 40″ N, 10° 9′ 47″ O | Desingerode 10 | Durchmesser ca. 14 m und Höhe ca. 1,2 m. Annähernd rund mit unförmiger Kuppe. Durch tiefe Furchen gestörte Oberfläche. | 28982021 | BW   |
| 51° 30′ 41″ N, 10° 9′ 45″ O | Desingerode 11 | Durchmesser ca. 16,5 m und Höhe ca. 1,4 m. Annähernd rund mit unregelmäßig gewölbter Oberfläche. Leichte Gipfelmulden. | 28982022 | BW   |
| 51° 30′ 41″ N, 10° 9′ 46″ O | Desingerode 12 | Durchmesser ca. 11,5 m und Höhe ca. 0,6 m. Unregelmäßig geformte Oberfläche und ist am südwestlichen Fußende von Waldpfad angeschnitten. 1976 ausgegraben und wissenschaftlich untersucht und anschließend wieder aufgeschüttet.                                               | 28982023 | BW   |
| 51° 30′ 41″ N, 10° 9′ 47″ O | Desingerode 13 | Größe ca. 21 × 14,5 m und Höhe ca. 2 m. Oval mit gewölbter Kuppe. Leichte Gipfelmulde, sonst augenscheinlich gut erhalten. | 28982024 | BW   |
| 51° 30′ 41″ N, 10° 9′ 48″ O | Desingerode 14 | Durchmesser ca. 21,5 m und Höhe ca. 1,3 m. Rund, flach auslaufend. Wühlfurchen und Mulden. | 28982025 | BW   |
| 51° 30′ 40″ N, 10° 9′ 49″ O | Desingerode 15 | Durchmesser ca. 19 m und Höhe ca. 2,4 m. Rund, leicht abgeflacht auslaufend. Wurde 1976 ausgegraben und wissenschaftlich untersucht. Nach der Untersuchung wieder aufgeschüttet. Nach der künstlichen Aufschüttung hat sich eine Hälfte der Oberfläche um etwa 0,30 m gesenkt. | 28982026 | BW   |
| 51° 30′ 39″ N, 10° 9′ 50″ O | Desingerode 16 | Durchmesser ca. 21 m und Höhe ca. 1,7 m. Rund, ungleichmäßig auslaufend. Unförmige Oberfläche mit leichten Mulden. | 28982027 | BW   |
| 51° 30′ 42″ N, 10° 9′ 42″ O | Desingerode 17 | Durchmesser ca. 10,5 m und Höhe ca. 0,9 m. Annähernd rund. Am Hügelfuß unregelmäßig auslaufend. Tiefe Mulden. Gestörter Gesamteindruck. | 28982018 | BW   |
| 51° 30′ 42″ N, 10° 9′ 43″ O | Desingerode 18 | Durchmesser ca. 20,5 m und Höhe ca. 1,1 m. Annähernd rund. Am Hügelfuß unregelmäßig auslaufend. Tiefe Mulden und Grabungsfurchen. Stark gestörter Gesamteindruck. | 28982029 | BW   |
| 51° 30′ 41″ N, 10° 9′ 50″ O | Desingerode 19 | Durchmesser ca. 18,5 m und Höhe ca. 1,8 m. Annähernd rund mit hochgewölbter Oberfläche. Am Hügelfuß unterschiedlich auslaufend. Leichte Gipfelmulde, gestörter Eindruck. | 28982028 | BW   |
| 51° 30′ 42″ N, 10° 9′ 42″ O | Desingerode 20 | Durchmesser ca. 13 m und Höhe ca. 1 m. Rund. Am Hügelfuß ungleichmäßig auslaufend. Mehrere Grabungsfurchen auf der Oberfläche. | 28982030 | BW   |
| 51° 30′ 42″ N, 10° 9′ 46″ O | Desingerode 21 | Durchmesser ca. 24,5 m und Höhe ca. 1 m. Rund mit unebener Oberfläche. Durch Raubgrabungen stark gestört. Tiefe Grabungsmulden. | 28982031 | BW   |
| 51° 30′ 42″ N, 10° 9′ 48″ O | Desingerode 22 | Durchmesser ca. 12,5 m und Höhe ca. 1,3 m. Rund mit ebenmäßig gewölbter Oberfläche. An den Seiten gleichmäßig auslaufend. Augenscheinlich guter Erhaltungszustand. | 28982033 | BW   |
| 51° 30′ 42″ N, 10° 9′ 49″ O | Desingerode 23 | Durchmesser ca. 24,5 m und Höhe ca. 1,1 m. Rund mit unförmiger Oberfläche. Starke Tiergänge und Grabungsmulden. Stark gestörter Gesamteindruck. | 28982034 | BW   |
| 51° 30′ 43″ N, 10° 9′ 41″ O | Desingerode 24 | Durchmesser ca. 13 m und Höhe ca. 0,9 m. Rund mit gleichmäßig gewölbter Oberfläche. Leichte Furchen. Sonst augenscheinlich gut erhalten. | 28982032 | BW   |
| 51° 30′ 43″ N, 10° 9′ 43″ O | Desingerode 25 | Durchmesser ca. 18,5 m und Höhe ca. 1,2 m. Rund mit stark gewölbter Oberfläche. Leichte Gipfelmulden. Leicht gestörter Gesamteindruck. | 28982035 | BW   |
| 51° 30′ 43″ N, 10° 9′ 45″ O | Desingerode 26 | Durchmesser ca. 14,5 m und Höhe ca. 1,5 m. Rund mit stark gewölbter Kuppe. Augenscheinlich gut erhalten. | 28982037 | BW   |
| 51° 30′ 43″ N, 10° 9′ 47″ O | Desingerode 27 | Durchmesser ca. 12,5 m und Höhe ca. 1 m. Rund. Am Fuß ungleichmäßig auslaufend. Leichte Gipfelmulden. | 28982039 | BW   |
| 51° 30′ 43″ N, 10° 9′ 49″ O | Desingerode 28 | Durchmesser ca. 15,5 m und Höhe ca. 2,15 m. Rund mit stark gewölbter Kuppe; am Fuß nach Südwest flach auslaufend. Augenscheinlich gut erhalten. | 28982041 | BW   |
| 51° 30′ 42″ N, 10° 9′ 51″ O | Desingerode 29 | Größe ca. 21 × 16,5 m und Höhe ca. 1,4 m. Oval, stark gewölbt. Am Hügelfuß ungleichmäßig auslaufend. Gestörter Eindruck. Oberfläche mit mehreren Mulden durchzogen. | 28982036 | BW   |
| 51° 30′ 42″ N, 10° 9′ 52″ O | Desingerode 30 | Durchmesser ca. 16,5 m und Höhe ca. 1,25 m. Annähernd rund mit ungleichmäßig gewölbter Kuppe. Unterschiedlich flach am Hügelfuß auslaufend. Leichte Mulden. | 28982040 | BW   |
| 51° 30′ 43″ N, 10° 9′ 41″ O | Desingerode 31 | Durchmesser ca. 13 m und Höhe ca. 1 m. Annähernd rund und stark gewölbt. Am Hügelfuß ungleichmäßig auslaufend. Augenscheinlich guter Erhaltungszustand. | 28982042 | BW   |
| 51° 30′ 44″ N, 10° 9′ 40″ O | Desingerode 32 | Durchmesser ca. 13,5 m und Höhe ca. 1,1 m. Rund mit leicht gewölbter Kuppe. Leichte Furchen und Tiergänge. | 28982044 | BW   |
| 51° 30′ 44″ N, 10° 9′ 43″ O | Desingerode 33 | Durchmesser ca. 15 m und Höhe ca. 1 m. Annähernd rund, schwach gewölbt, flach auslaufend. Leichte Furchen auf der Oberfläche. Schwache Gipfelmulde. | 28982045 | BW   |
| 51° 30′ 44″ N, 10° 9′ 44″ O | Desingerode 34 | Durchmesser ca. 13 m und Höhe ca. 1,2 m. Rund, ebenmäßig gewölbt. Augenscheinlich guter Erhaltungszustand. | 28982043 | BW   |
| 51° 30′ 43″ N, 10° 9′ 49″ O | Desingerode 35 | Durchmesser ca. 18 m und Höhe ca. 1,6 m. Rund, hoch gewölbt. Tiefe Grabungsmulden, stark gestörter Gesamteindruck. | 28982139 | BW   |
| 51° 30′ 43″ N, 10° 9′ 52″ O | Desingerode 36 | Durchmesser ca. 20,5 m und Höhe ca. 1 m. Rund, unscheinbare Wölbung. Tiefe Wühlmulden. Stark gestörter Gesamteindruck. | 28982140 | BW   |
| 51° 30′ 45″ N, 10° 9′ 42″ O | Desingerode 37 | Durchmesser ca. 14 m und Höhe ca. 1,2 m. Annähernd rund mit ungleichmäßiger Oberfläche. Augenscheinlich gut erhalten. | 28982141 | BW   |
| 51° 30′ 44″ N, 10° 9′ 43″ O | Desingerode 38 | Durchmesser ca. 12,5 m und Höhe ca. 1,1 m. Annähernd rund mit ungleichmäßig geformter Kuppe. Am Hügelfuß ungleichmäßig flach auslaufend. | 28982046 | BW   |
| 51° 30′ 45″ N, 10° 9′ 44″ O | Desingerode 39 | Durchmesser ca. 19 m und Höhe ca. 1,6 m. Rund, schwach gewölbt. Stark gestörter Gesamteindruck. Mehrere Wühlmulden und Tiergänge. | 28982142 | BW   |
| 51° 30′ 44″ N, 10° 9′ 46″ O | Desingerode 40 | Durchmesser ca. 19 m und Höhe ca. 1,3 m. Annähernd rund mit gewölbter Kuppe. Ungleichmäßig flach und steil auslaufend. Leichte Gipfelmulde. | 28982143 | BW   |
| 51° 30′ 44″ N, 10° 9′ 48″ O | Desingerode 41 | Durchmesser ca. 14,5 m und Höhe ca. 1,4 m. Rund mit ungleichmäßig hochgewölbter Hügelkuppe. Leichte Grabungsmulden. | 28982144 | BW   |
| 51° 30′ 44″ N, 10° 9′ 49″ O | Desingerode 42 | Durchmesser ca. 13 m und Höhe ca. 1,4 m. Annähernd rund. Ungleichmäßig auslaufend. Augenscheinlich gut erhalten. | 28982146 | BW   |
| 51° 30′ 44″ N, 10° 9′ 50″ O | Desingerode 43 | Durchmesser ca. 22,5 m und Höhe ca. 2,6 m. Rund mit hochgewölbter Kuppe. | 28982147 | BW   |
| 51° 30′ 44″ N, 10° 9′ 51″ O | Desingerode 44 | Durchmesser ca. 21 m und Höhe ca. 1,3 m. Annähernd rund. Unregelmäßig flach auslaufend. Tiefe Grabungsmulden. Stark gestörter Gesamteindruck. | 28982148 | BW   |
| 51° 30′ 43″ N, 10° 9′ 53″ O | Desingerode 45 | Durchmesser ca. 12 m und Höhe ca. 0,7 m. Rund mit flach auslaufendem Rand, schwach gewölbt. Augenscheinlich guter Erhaltungszustand. | 28982149 | BW   |
| 51° 30′ 45″ N, 10° 9′ 42″ O | Desingerode 46 | Durchmesser ca. 12 m und Höhe ca. 0,3 m. Annähernd rund mit sehr flacher Kuppe. Am Rande ungleichmäßig auslaufend. | 28982150 | BW   |
| 51° 30′ 45″ N, 10° 9′ 45″ O | Desingerode 47 | Durchmesser ca. 17,5 m und Höhe ca. 1,7 m. Rund mit ungleichmäßig gewölbter Oberfläche. Leichte Gipfelmulden. | 28982145 | BW   |
| 51° 30′ 45″ N, 10° 9′ 46″ O | Desingerode 48 | Durchmesser ca. 17,5 m und Höhe ca. 1,4 m. Annähernd rund mit ungleichmäßig gewölbter Oberfläche. Durch Furchen und flache Mulden leicht gestört. | 28982151 | BW   |
| 51° 30′ 44″ N, 10° 9′ 52″ O | Desingerode 49 | Durchmesser ca. 13,5 m und Höhe ca. 1,3 m. Rund mit ungleichmäßig stark gewölbter Kuppe. Unterschiedlich flach auslaufend. Furchen und Mulde auf der Oberfläche. | 28982152 | BW   |
| 51° 30′ 46″ N, 10° 9′ 44″ O | Desingerode 50 | Durchmesser ca. 16 m und Höhe ca. 1,1 m. Rund mit flach gewölbter Kuppe. Am Rande ungleichmäßig auslaufend. Augenscheinlich gut erhalten. | 28982153 | BW   |
| 51° 30′ 45″ N, 10° 9′ 47″ O | Desingerode 51 | Durchmesser ca. 12,5 m und Höhe ca. 1,1 m. Annähernd rund mit flach gewölbter Kuppe, ungleichmäßig auslaufend. Augenscheinlich gut erhalten. | 28982154 | BW   |
| 51° 30′ 45″ N, 10° 9′ 50″ O | Desingerode 52 | Durchmesser ca. 25 m und Höhe ca. 1,6 m. Annähernd rund mit ungleichmäßig gewölbter Kuppe. Ungleichmäßig auslaufend. Mehrere Gipfelmulden. Gestörter Eindruck. | 28982155 | BW   |
| 51° 30′ 46″ N, 10° 9′ 48″ O | Desingerode 53 | Durchmesser ca. 14 m und Höhe ca. 1,3 m. Rund mit gewölbter Kuppe. Ungleichmäßig auslaufend. Augenscheinlich guter Erhaltungszustand. | 28982156 | BW   |
| 51° 30′ 46″ N, 10° 9′ 48″ O | Desingerode 54 | Durchmesser ca. 14 m und Höhe ca. 0,9 m. Annähernd rund mit ungleichmäßig gewölbter Oberfläche. Mehrere Gipfelmulden. Leicht gestörter Eindruck. | 28982157 | BW   |
| 51° 30′ 46″ N, 10° 9′ 48″ O | Desingerode 55 | Durchmesser ca. 13,5 m und Höhe ca. 1,3 m. Rund mit hochgewölbter Kuppe. Ungleichmäßig auslaufend. Leichte Gipfelmulde. | 28982159 | BW   |
| 51° 30′ 45″ N, 10° 9′ 49″ O | Desingerode 56 | Durchmesser ca. 13,5 m und Höhe ca. 1,3 m. Rund mit gleichmäßig gewölbter Hügelkuppe. Wurde 1976 ausgegraben und wissenschaftlich untersucht. Anschließend wieder aufgeschüttet.                                                                                               | 28982160 | BW   |
| 51° 30′ 46″ N, 10° 9′ 50″ O | Desingerode 57 | Durchmesser ca. 13 m und Höhe ca. 1,3 m. Rund. Augenscheinlich gut erhalten. | 28982161 | BW   |
| 51° 30′ 46″ N, 10° 9′ 51″ O | Desingerode 58 | Durchmesser ca. 13,5 m und Höhe ca. 1 m. Annähernd rund mit ungleichmäßig geformter Oberfläche. Ungleichmäßig auslaufend. Leichte Mulden. | 28982165 | BW   |
| 51° 30′ 45″ N, 10° 9′ 51″ O | Desingerode 59 | Durchmesser ca. 15,5 m und Höhe ca. 1,3 m. Rund, ngleichmäßig hoch auslaufend. Stark gestört. Tiefe Mulden und Furchen. | 28982263 | BW   |
| 51° 30′ 45″ N, 10° 9′ 52″ O | Desingerode 60 | Durchmesser ca. 15,5 m und Höhe ca. 1,5 m. Rund, gewölbt. Ungleichmäßig auslaufend. Gipfelmulden und Furchen. Gestörter Gesamteindruck. | 28982269 | BW   |
| 51° 30′ 45″ N, 10° 9′ 52″ O | Desingerode 61 | Durchmesser ca. 17 m und Höhe ca. 2,2 m. Rund mit gut gewölbtem Gipfel. Ungleichmäßig auslaufend. Augenscheinlich gut erhalten. | 28982276 | BW   |
| 51° 30′ 44″ N, 10° 9′ 52″ O | Desingerode 62 | Durchmesser ca. 12,5 m und Höhe ca. 1,2 m. Annähernd rund, ebenmäßig gewölbt. Ungleichmäßig auslaufend. Gestörter Zustand. Tiefe Mulden und Furchen. | 28982283 | BW   |
| 51° 30′ 44″ N, 10° 9′ 54″ O | Desingerode 63 | Durchmesser ca. 21 m und Höhe ca. 1,2 m. Rund, flach. Stark gestört; tiefe Mulden und Furchen. | 28982286 | BW   |
| 51° 30′ 43″ N, 10° 9′ 54″ O | Desingerode 64 | Durchmesser ca. 16 m und Höhe ca. 1,2 m. Rund. Ungleichmäßig am Rand auslaufend. Stark gestört. Tiefe Wühlmulden und Furchen. | 28982289 | BW   |
| 51° 30′ 39″ N, 10° 9′ 37″ O | Desingerode 65 | Durchmesser ca. 14 m und Höhe ca. 0,6 m. Rund. Sehr flach auslaufend. Augenscheinlich gut erhalten. | 28982390 | BW   |

## Duderstadt
| Lage                         | Bezeichnung               | Beschreibung | ID       | Bild |
| ---------------------------- | ------------------------- | --- | -------- | ---- |
| 51° 31′ 25″ N, 10° 15′ 37″ O | Duderstadt 13, Hohlweg    | Trapezförmige eingeschnittene Hohlwegrinne, L. ca. 400 m, Br. bis 30 m, T. bis 10 m. Im NO- und S-Bereich an den Enden zugeschüttet. Die ehemalige Verlängerung der NO-Ecke ist in der Feldmark als schwache Bodenwanne noch zu erkennen über eine L. von 150 m. Ca. 100 m nördl. des südl. Endpunktes ist der Hohlweg durch eine Verfüllung unterbrochen. Teil der spätmittelalterlichen Straße Duderstadt - Herzberg.                                                                                                  | 28982407 | BW   |
| 51° 31′ 28″ N, 10° 15′ 39″ O | Duderstadt 13, Wegespuren | | 35453618 | BW   |
| 51° 31′ 36″ N, 10° 18′ 40″ O | Duderstadt 31, Landwehr   | Landwehr aus Doppelwall mit jeweils südl. vorgelagertem Graben. S-Wall sehr gut ausgeprägt, N-Wall stark verschliffen. Profile gerundet. Erhaltene L. 220 m, Gesamt-Br. 15 m, H. Wallkrone-Grabensohle bis 1 m, Wallsohlen-Br. 4,5 – 5 m, Graben-Br. jeweils 2,5 – 3 m. Im W und O jeweils an heutiger Landstraße auslaufend und überbaut. Im O-Bereich von Ackerzuwegung geschnitten. Teilstück des um ca. 1400 errichteten Duderstädter Landwehrsystems zwischen Rothe Warte und Tettelwarte. - Teilstück ID: 37957179 | 28982514 | BW   |

## Fuhrbach
| Lage                         | Bezeichnung          | Beschreibung | ID       | Bild |
| ---------------------------- | -------------------- | --- | -------- | ---- |
| 51° 31′ 19″ N, 10° 18′ 59″ O | Fuhrbach 1, Landwehr | Teil der Duderstädter Landwehr, um 1400 entstanden, jetzt bestehend aus Wallgraben in ca. N-S-Richtung. Der Wall wird im W-Bereich hangaufwärts von einem 8 m breiten Graben flankiert. Wallh. bis 1,4 m. Gesamtl. 45 m, Gesamtbr. 11,20 m. An der O-Seite fällt die Flanke der Anlage steil ab. Südlich läuft sie gegen eine Wiesenfläche aus. Zwischen diesem Objekt und der Rothen Warte möglicherweise noch ein eingeebneter Landwehrrest. Gut erhalten. - Teilstück ID: 37957369 | 28982780 | BW   |

## Gerblingerode
| Lage                         | Bezeichnung                      | Beschreibung | ID       | Bild           |
| ---------------------------- | -------------------------------- | --- | -------- | -------------- |
| 51° 29′ 20″ N, 10° 14′ 43″ O | Gerblingerode 1, Pferdebergwarte | Standort eines abgerissenen Warteturms. Runde Grundform, umgeben von einem Vorwall sowie innenliegenden Graben. Dm. ca. 35 m, H. des Vorwalles bis 0,6 m, Grabent. bis 2,2 m. An zwei Stellen sind der Vorwall sowie der Graben durch Durchbruchstellen bzw. Verfüllungen gestört. Im Zentrum des Turmhügels eine ca. 1 m tiefe Mulde. Stark abgenutzt durch das Befahren mit Fahrzeugen. Die Landwehr ist in ihrem westlichen Abschnitt vom Seeburger See im Norden bis Etzenborn im Süden im Bereich eines noch heute vorhandenen ausgedehnten Grenzwaldes im Gelände noch gut erhalten, stellenweise in mehreren Linien hintereinander. Nördlich, östlich und südöstlich von Duderstadt ist die Landwehr weniger durch noch vorhandene Wälle und Knicks - so zwischen Mingerode und Breitenberg - als durch die ehemaligen Warten markiert, deren es insgesamt 11 gab. Die Landwehr entstand um 1400 und umschloss die 16 zum Stadtgebiet gehörigen sogenannten „Kaspel“-(Kirchspiel)dörfer. | 28982781 | Weitere Bilder |
| 51° 29′ 20″ N, 10° 14′ 43″ O | Gerblingerode 1                  | | 28986560 | BW             |
| 51° 29′ 27″ N, 10° 14′ 44″ O | Gerblingerode 3, Landwehr        | | 28982778 | BW             |

## Langenhagen
| Lage                         | Bezeichnung                | Beschreibung | ID       | Bild |
| ---------------------------- | -------------------------- | --- | -------- | ---- |
| 51° 31′ 43″ N, 10° 18′ 53″ O | Langenhagen 1, Klingenburg | Annähernd ovales, künstlich hergerichtetes Plateau von ca. 8 × 13 m Fläche, das nach W, N und O durch Steilhänge natürlich geschützt ist. Im SSO kleiner Abschnittsgraben zum hier anschließenden Hang. Im W und O ungefähr auf halber Höhe des Steilhanges schmale künstliche Terrasse, bei der es sich vermutlich um einen zugeschwemmten Hanggraben handelt. Abschnittsgraben: L. ca. 8 m, Br. ca. 2,5 m, T. ca. 0,7 m. Nur noch geringe Grabenreste erhalten. Vermutlich kleiner befestigter Adelssitz, evtl. Zusammenhang mit nahegelegener Duderstädter Landwehr. Erscheint nur als Ortsbezeichnung in den Quellen. 1420 werden zwei Zehntstätten an dem „Herweshagen“, genannt die Klingenburg, an Giselher von dem Hagen verlehnt. Zu ihr gehörten 180 Morgen Land. 1515 und 1591 erscheint sie ebenfalls als reine Ortsbezeichnung. Die Lage als Abschnittsbefestigung und die Tatsache, dass sie 1420 offenbar nur noch als Flurbezeichnung vorhanden war, lässt eine hochmittelalterliche Zeitstellung mit einer frühzeitigen Aufgabe vermuten. Später scheint nach den Lesefunden hier ein neuer Bau entstanden zu sein. | 28982779 | BW   |

## Nesselröden
| Lage                        | Bezeichnung             | Beschreibung | ID       | Bild |
| --------------------------- | ----------------------- | --- | -------- | ---- |
| 51° 28′ 10″ N, 10° 9′ 34″ O | Nesselröden 5, Landwehr | Teilstück des Duderstädter Landwehrsystems, um 1400 erbaut. Eine Warte befand sich im Verlauf dieses Abschnitts. Als flacher Wallgraben erhaltener Landwehrteil mit einem winkligen Verlauf. Der Graben ist an der SW-Seite vorgelagert. Höhenunterschied Grabensohle-Wallkrone max. 0,8 m, Br. bis 5 m. Gesamtbr. des „Knicks“ in der Gemarkung Nesselröden nicht bekannt. Bildet die Gemarkungsgrenze Nesselröden/Rittmarshausen, Beienrode, Etzenborn. Endet im Osten an der thüringischen Landesgrenze. Vom Wallgraben sind nur Teilstücke erhalten, diese sind stellenweise unterbrochen durch Waldwege, Jagdgrenzwälle und vereinzelt zerstörte Stellen im nordwestlichen Bereich. | 28982785 | BW   |
| 51° 29′ 2″ N, 10° 9′ 29″ O  | Nesselröden 8, Landwehr | * Teilstück ID: 38050591 | 28982878 | BW   |
| 51° 29′ 31″ N, 10° 9′ 37″ O | Nesselröden 9, Landwehr | * Teilstück ID: 37976380 | 28982879 | BW   |

## Werxhausen
| Lage                        | Bezeichnung            | Beschreibung | ID       | Bild |
| --------------------------- | ---------------------- | ------------ | -------- | ---- |
| 51° 29′ 23″ N, 10° 8′ 46″ O | Werxhausen 2, Landwehr |              | 28982880 | BW   |

## Westerode
| Lage                        | Bezeichnung        | Beschreibung | ID       | Bild           |
| --------------------------- | ------------------ | --- | -------- | -------------- |
| 51° 30′ 18″ N, 10° 13′ 1″ O | Westerode 4, Warte | Unförmiges Wartepodest; nur im NW rund, mit Graben und Vorwall, sonst langgezogen und lediglich ein Graben im südl. Bereich vorhanden. Es ist fraglich, ob die Unförmigkeit im N und O einer späteren Zerstörung zuzuschreiben ist. Flächenmäßige Größe des Podestes jetzt 30 × 60 m. Stark abgeflachter Hügelgipfel mit einem 1926 errichteten Denkmal aus Beton. Der südlich verlaufende Feldweg hat einen Teil des Wallgrabens unkenntlich gemacht. Naturdenkmal. Die Landwehr entstand um 1400 und umschloss die 16 zum Stadtgebiet gehörigen sogenannten „Kaspel“-(Kirchspiel)dörfer. 1405 erbaut. | 28982883 | Weitere Bilder |